# Anthony Audoa
Anthony Kododo Detsimea Audoa – nauruański polityk.
Był członkiem parlamentu (reprezentant okręgu Yaren). W gabinecie Lagumota Harrisa był ministrem sprawiedliwości, a za rządów Bernarda Dowiyogo pełnił funkcje ministra zdrowia, kultury, spraw wewnętrznych i spraw kobiet (zrezygnował w 2001 roku). W wyniku wyborów parlamentarnych z 3 maja 2003, znalazł się poza izbą (w jego miejsce, do parlamentu wszedł Kieren Keke).
Był pracownikiem departamentu sprawiedliwości Nauru.